# Antenne (rivière)
Pour les articles homonymes, voir Antenne.
L’Antenne est une rivière du Sud-Ouest de la France et un affluent de la rive droite de la Charente, qu'elle rejoint en aval de la ville de Cognac.
Elle arrose du nord au sud les départements de la Charente-Maritime et de la Charente, dans la région Nouvelle-Aquitaine.
La totalité de son parcours et celui de ses principaux affluents puis l'ensemble de sa vallée à partir de Prignac forment le site Natura 2000 vallée de l'Antenne.

## Hydronymie
Comme de nombreuses rivières en France, Antenne est vraisemblablement un nom d'origine très ancienne, peut-être antérieur au gaulois.
Les formes anciennes sont : alveum de Lantena vers 1270.
Elle était jadis sous l'Ancien Régime, appelée Chalendre dans sa partie amont, mais déjà sur la carte de Cassini elle est notée Antenne.

## Géographie

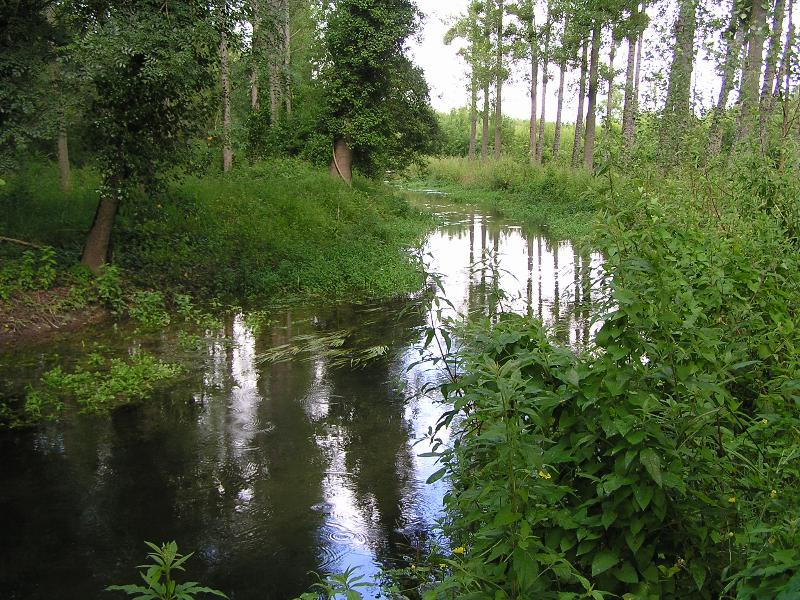
L’Antenne au moulin de Chazotte.

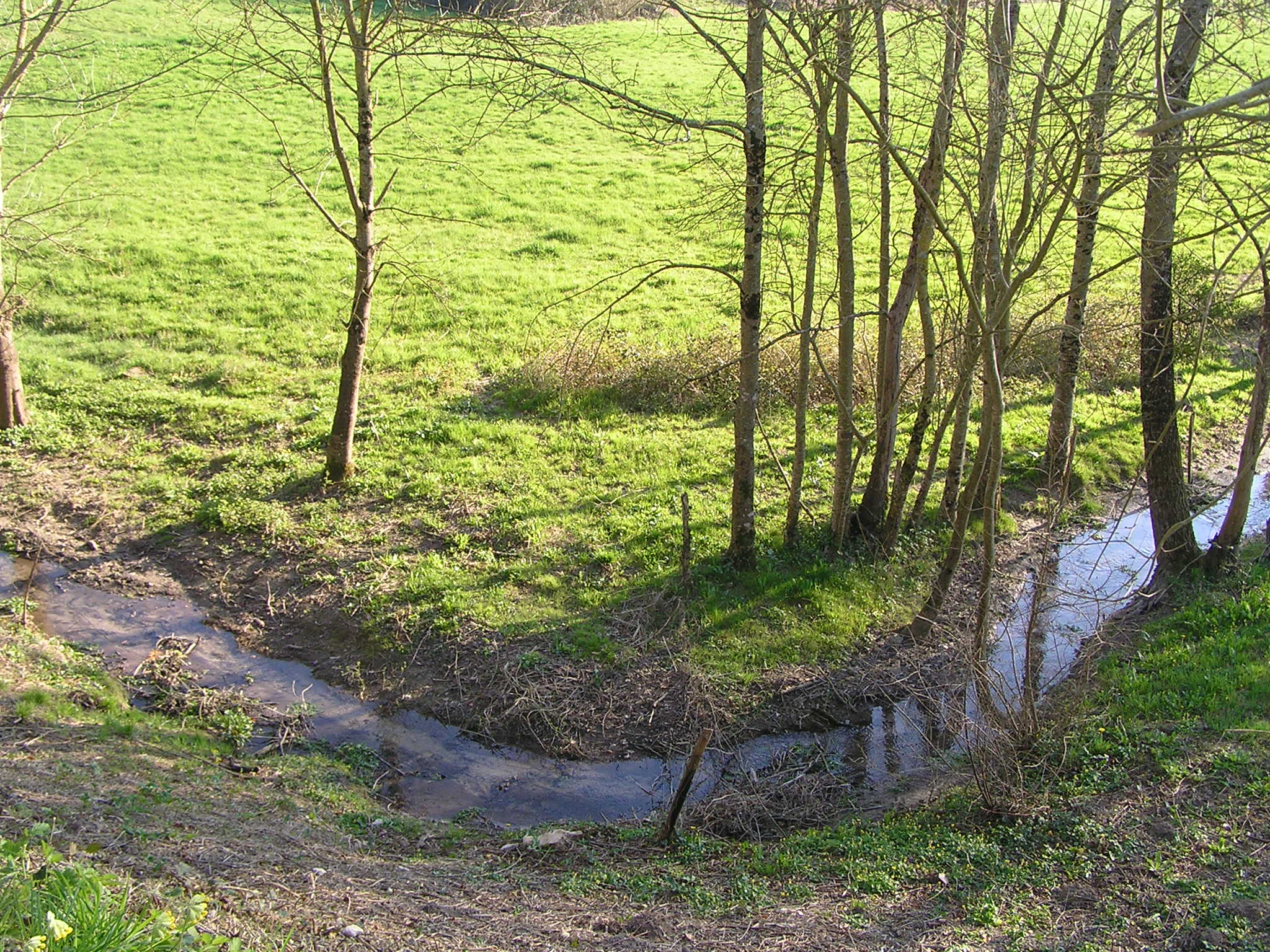
L’Antenne près de sa source.

La rivière Antenne descend des collines de Fontaine-Chalendray en Charente-Maritime. Elle s’étend sur 48 km de long et traverse 23 communes en Charente-Maritime dont Matha, puis se prolonge de 16 km à travers 6 communes en Charente dont Cognac. En Charente, elle reçoit un apport constant de sources ou résurgences, qui lui permet l’été de garder un certain débit malgré les assecs de son cours amont.
L’Antenne et ses nombreux affluents traversent 33 communes en Charente-Maritime et six communes en Charente.
Sur les communes de Mesnac, Saint-Sulpice-de-Cognac et Cherves-Richemont, elle est dotée de nombreux ouvrages, moulins, ponts, etc.
À partir de Saint-Sulpice, elle a creusé une vallée dans un plateau calcaire.
Elle présente la curiosité hydrographique de croiser le Fossé du Roi grâce à un double siphon appelé coué en saintongeais.
Elle rejoint la Charente, en rive droite peu après Cognac au lieu-dit les Fosses sur le territoire de l'ancienne commune de Crouin rattaché à Cognac en 1867.
La longueur de son cours d’eau est de 49 km, mais de plus de 300 avec ses affluents.

### Villes traversées
- Matha

### Communes et cantons traversés
- Communes : Fontaine-Chalendray, Cressé, Les Touches-de-Périgny, Matha, Prignac, Mons, Migron, Le Seure, Mesnac, Cherves-Richemont, Cognac, Javrezac[6].
- Cantons : Matha et Cognac principalement.

### Organisme gestionnaire
L'organisme gestionnaire est le SYMBA ou Syndicat mixte des bassins - Antenne, Soloire, Romède et Coran - qui s'occupe de la gestion des rivières situées en rive droite de la Charente entre Cognac et Saint-Savinien, et sis à Matha.

## Principaux affluents

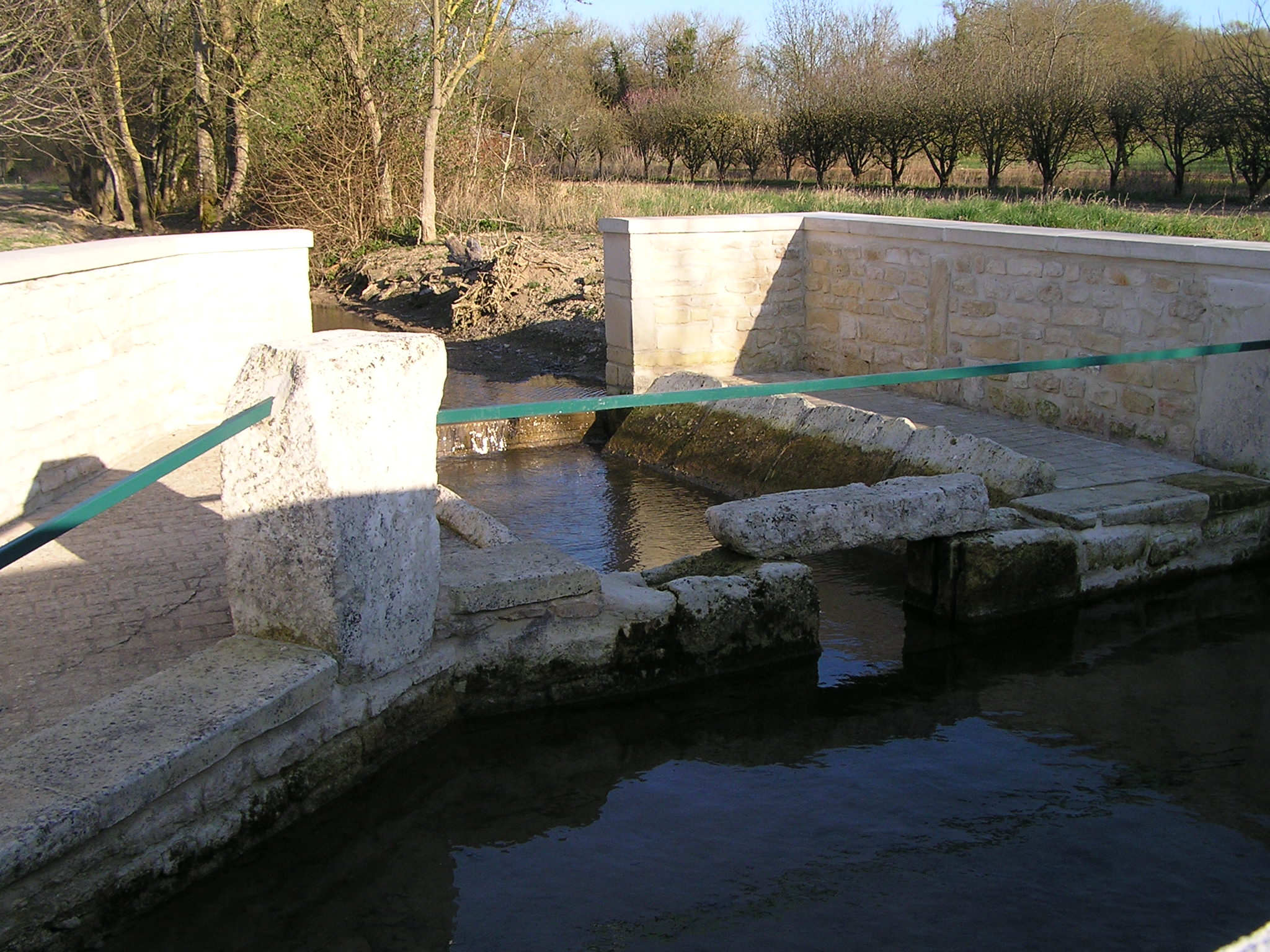
Chez Guillot, lavoir sur l’Échereau.

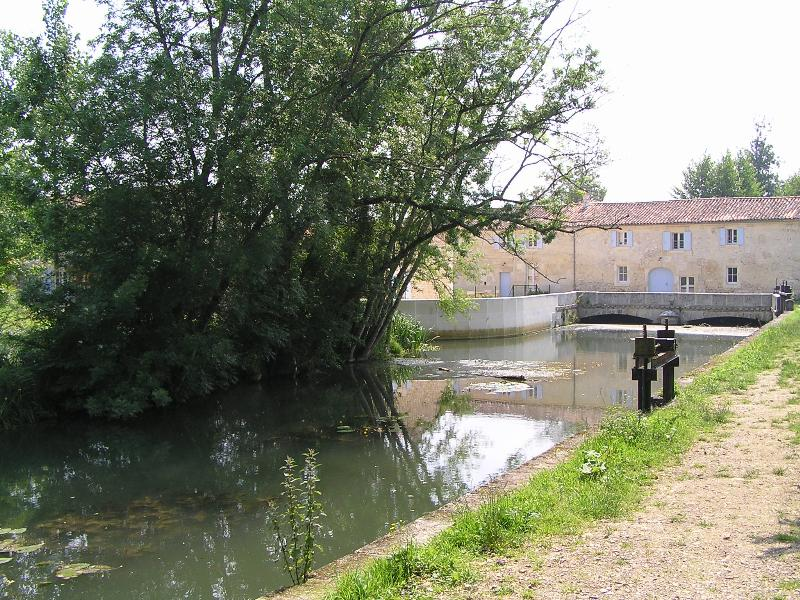
L’Antenne au moulin de Préziers.

Les principaux affluents sont selon le SIE Adour Garonne :
- l’Echereau (rg[note 1]) long de 2,1 km
- la rivière de Bazauges (rg) longue de 5,2 km
- le Fontanioux (rg)
- la Gravelle (rd) long de 5,5 km de rang de Strahler trois, et son affluent la Rouchère longue de 1,5 km
- l’Auriou (rd)
- la Veine Froide (rd)
- le Dandelot (rd) long de 8 km de rang de Strahler trois, dont 2,2 km en Natura 2000 et la Marville
- la Saudrenne (rd) longue de 19 km de rang de Strahler quatre, qui prolonge la Courance longue de 2 km[8]
- le Briou (rg) long de 24,5 km de rang de Strahler deux.
- le ruisseau de la Vrignolle (rg)[7] long de 2,6 km
- le ruisseau long de 4,2 km
- le Baronneau (issu du Souillac et de la Berlouze) et la rivière de Migron (rive droite) longue de 3,8 km
- le Veyron (rg)
- la petite Garonne (rd)
- le ruisseau de chez Landais (rd)
- le ruisseau le Canal long de 2,4 km
- la rivière de Chazotte (rg), longue de 3 km, bras de l'Antenne recevant le Veyron[8]
- le Ris Bellot (rd)[7] (ou Ribelot) long de 9 km dont 7 km en Natura 2000
- la vieille Rivière (rg)[7]

### Rang de Strahler
Donc son rang de Strahler est de cinq par la Saudrenne.

## Hydrologie

### L'Antenne à Saint-Sulpice-de-Cognac
Son débit moyen mensuel est de 5,32 m3/s à Saint-Sulpice-de-Cognac, pour un bassin versant de 424 km2 et à 12 m d'altitude.

### Crues
Situation hydrologique surveillée par le piézomètre de Ballans. Il contrôle une nappe libre dont le niveau monte généralement d'octobre à février et baisse de mars à septembre.
Par arrêté préfectoral l'alerte 2 est à –24 mètres et l'alerte 4 avec arrêt total des prélèvements à –26 mètres. L'arrêté 2009 fixe le seuil de vigilance à -22,5 mètres et le seuil d'arrêt total à –23,5 mètres en période de printemps et –25 mètres en période d'été (à –24,5 mètres il y a alerte de niveau 3).
Débit de pointe en décembre 1982 = 25 m3/s

## Histoire
Son nom « Antenne » serait un mot pré-celtique mais le nom de Chalendre l’a précédé longtemps, jusqu'en 1650 au moins, la Chalondre (1715), l'Anteine (1785) l'Antene (1787) l'Entine, l'Entaine (archives nationales R1/354), Lantaine (cadastre dit Napoléon de 1820) et enfin l'Antenne aujourd'hui. Son plus gros affluent, le Briou (longueur 29 km) s'appelait autrefois la Thène puis Lantenne et a voulu lui voler son nom mais a dû lui céder quand on a mesuré sa longueur inférieure à celle de la véritable Antenne.
Sa vallée a été habitée depuis le paléolithique, notamment la grotte Marcel Clouet (Cognac) où ont été retrouvées des traces d’occupation à partir du Moustérien (environ 40 000 ans).
Dès le Xe siècle, après le passage des Vikings, les fiefs situés en surplomb de sa vallée, se sont dotés de châteaux-forts, qui ont tous été détruits pendant la guerre de Cent Ans (Richemont, Bois-roche...) sauf Plumejeau, pillé durant les guerres de Religion et remplacé par Château-Chesnel.
Un décret de 1852 ordonne des travaux d’élargissement et de rectification de la rivière et la formation d’un syndicat qui existe toujours, repris en Charente par le SIVOM du Cognaçais, puis par le SYMBA. Le vote d’un deuxième emprunt en 1858 donnera lieu à un procès.

## Aménagements et écologie

### Zone naturelle

#### ZNIEFF
Bien avant les études visant à en faire une zone Natura 2000, la ZNIEFF type 2 no 869 couvrait 1 480,93 ha.

#### Site natura 2000

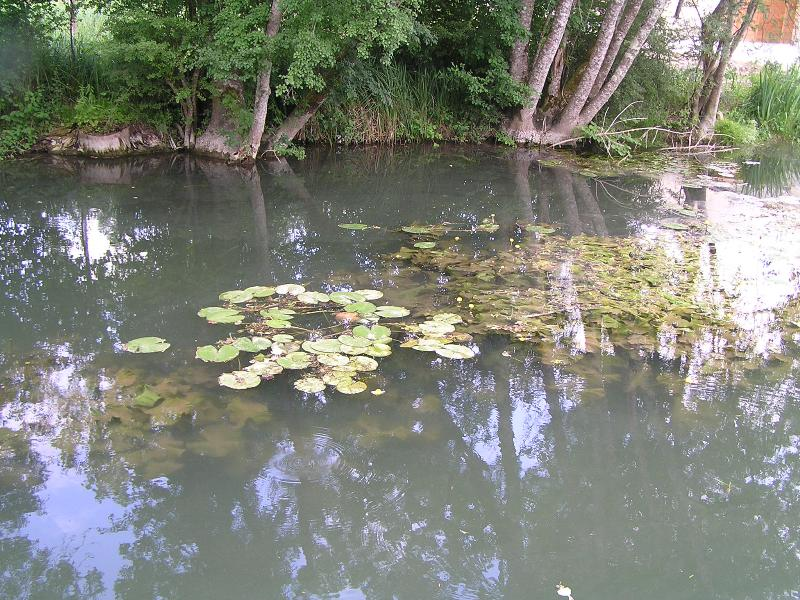
Aulnaie-frênaie sur les rives de l'Antenne.

Le site couvre 1 208 ha sur tout le linéaire de la rivière et de ses principaux affluents, et, à partir de Prignac l'ensemble de la vallée.
Il est reconnu comme « un des sites alluviaux régionaux les mieux conservés avec, notamment, des surfaces encore importantes couvertes par l'aulnaie-frênaie inondable parcourue par un dense chevelu de bras secondaires de l'Antenne, une petite rivière aux eaux de bonne qualité ».
L'intérêt faunistique est très élevé avec la « présence simultanée de la loutre et du vison d'Europe qui occupent de manière permanente les milieux aquatiques et rivulaires du site, d'une guilde diversifiée d'amphibiens (remarquable présence en sympatrie des 2 espèces de rainettes françaises) et d'invertébrés rares comme la Rosalie des Alpes, plus ou moins inféodée en Nouvelle-Aquitaine à ce type de milieu ».

### Moulins

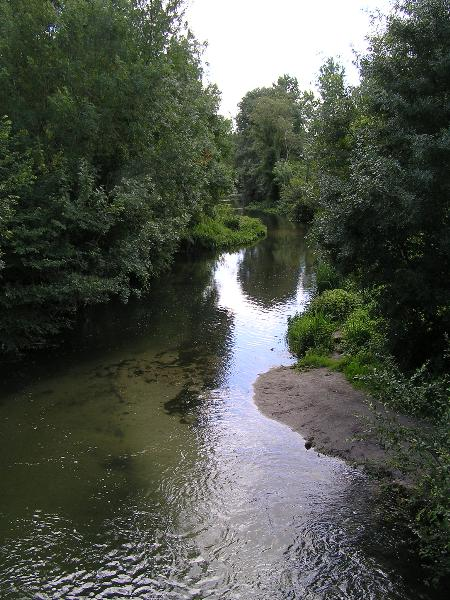
Bras de l’Antenne au marais de Mesnac.

Ses moulins dont certains sont attestés dès le XVe siècle ont représenté une intense activité économique. Ici ne sont cités que les principaux. Il y en aurait eu plus de 80 en comptant ceux de tous les affluents.
- Deux moulins sur Javrezac :
  - le moulin de Javrezac (XVIIIe-XIXe)[12]
  - le moulin des Angeliers[13]
- Cinq moulins sur Cherves-Richemont :
  - Le moulin de Richemont Les basses rues[14]
  - Le moulin de Boussac[15]
  - Le moulin de Bricoine[16]
  - Le moulin de la petite Houmade (sur le Ri Bellot)[17]
  - Le Moulin de Préziers  (2 roues)[18]
- Le moulin de Chazotte à Mesnac[19]
- Le moulin de Font-Joyeuse à Louzac-Saint-André ruiné
- à Saint-Sulpice-de-Cognac les moulins de Coulonges, Chez Tabois, Petit Moulin et Chez Gautier
- au Seure
  - Le moulin de la Curée
  - le moulin Vergnée
  - Les ruines du moulin noir de chez Tirat
- à Migron
  - le moulin du gué sur l'Antenne
  - les moulins de Tournay, Grand Samson et Château-Couvert sur le Dandelot
- sur Mons le moulin neuf, le moulin de Chevallon et le moulin de Romefort.
- à la sortie de Prignac le moulin de la Chaume et le lieu-dit les moulins
- à Matha les moulins blanc et noir du château, le moulin de jeudi le moulin Geffrou et le moulin de Saint-Herie ainsi que les  moulins de Marestay, degargouland, de Chantemerle et du pont à Marestay
- Le moulin neuf – La Cour
- Les Touches-de-Périgny a eu dix moulins dont le Moulin de la Grande Rivière, celui du Chapitre, le moulin des Planches, le moulin de Fresne, le moulin des Auchers, le moulin neuf et le moulin Bechereau.
- Sur Cressé le Moulin Planchard le moulin de Babon et le moulin de Chagnolet
- à Bagnizeau le moulin de Bagnizeau (et peut-être un second au XVIIIe siècle).
- Six moulins à Aujac
  - le moulin du bois sur le Dandelot attesté dès 1330
  - tous les autres sur l'Auriou, le moulin du gué rebaptisé Moulin Grelat, une minoterie importante; le Grand Moulin (autrefois Moulin Gaudin), le moulin brun ou moulin d'Aujac, le moulin blanc, le moulin du Chagneau.
- Trois moulins à Authon, le moulin du château, le moulin de Guignebourg et le moulin Bonnet

L’autre activité économique était la culture et le rouissage du chanvre, mais aussi de l’osier.

### Pigeonniers
Leur grand nombre, qu’il s’agisse de « pigeonniers à pied » de seigneurs hauts justiciers, ou de pigeonniers plus modestes, a permis à l’association ANLP (Antenne Nature Loisirs Patrimoine) d’ouvrir un « circuit des pigeonniers de la vallée de l'Antenne » sur sa partie aval en Charente.

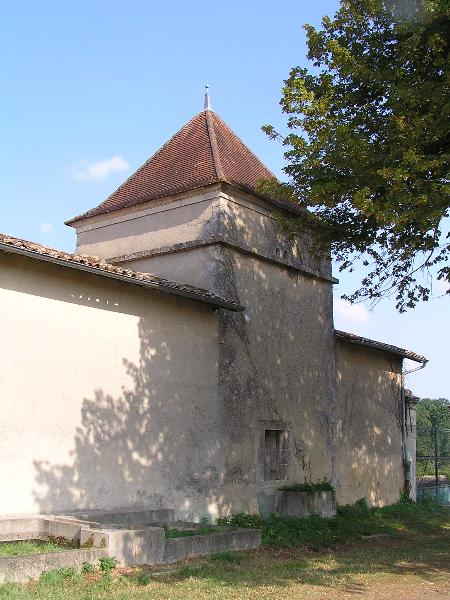
Pigeonnier du logis de Boussac.
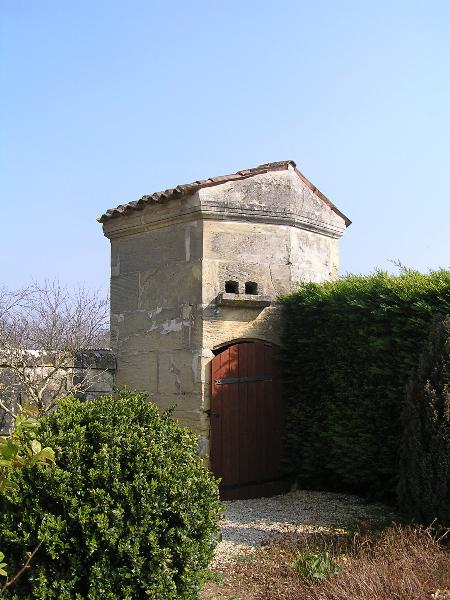
Pigeonnier du relais de poste.
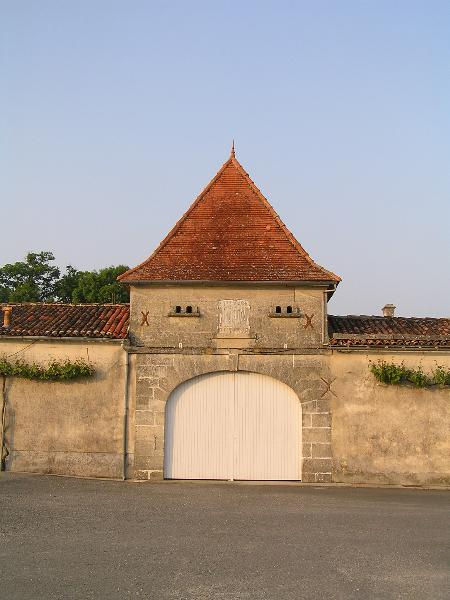
Pigeonnier porche de Galienne.
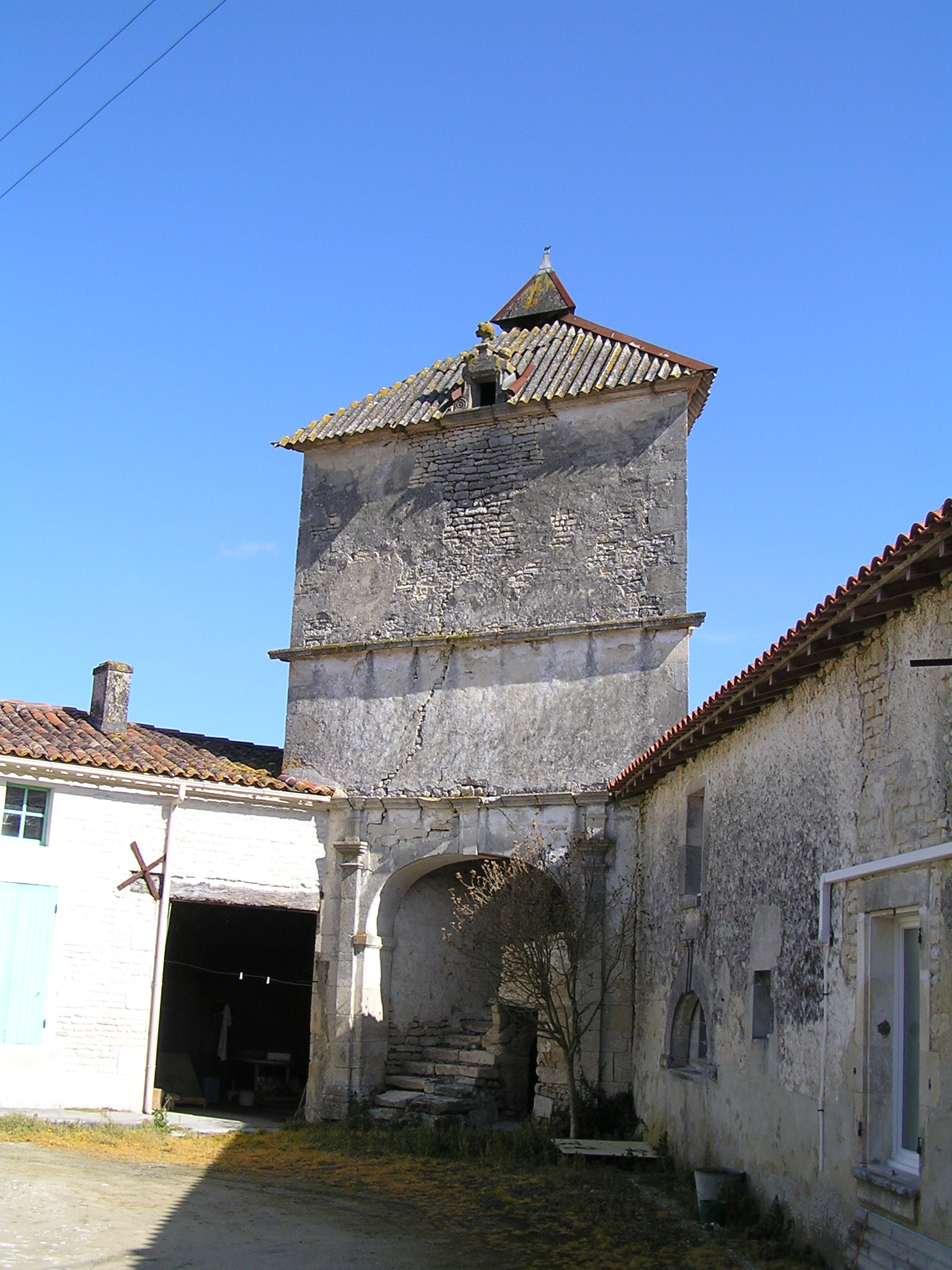
Pigeonnier triangulaire à Fresneau.